# Stanislaw Klimek (Agrarwissenschaftler)
Stanislaw Klimek (* 7. Januar 1949) ist ein deutscher Agrarwissenschaftler, Bibliothekar und Fachbuchautor.

## Leben
Stanislaw Klimek studierte Agrarwissenschaften, promovierte zum Doktor der Agrarwissenschaft (Dr. agr.) und wurde als wissenschaftlicher Assistent an der Justus-Liebig-Universität Gießen (JLU) angestellt. Gemeinsam mit Martin Zoschke wirkte er dort beim Zentrum für Kontinentale Agrar- und Wirtschaftsforschung des europäischen Ostens mit und veröffentlichte von 1988 bis 1994 im Rahmen der Osteuropastudien der Hochschulen des Landes Hessen einschlägige Monografien über den Flachsanbau sowie die Ackerbohnen-, Lupinen- und Triticaleforschung in Polen.
Er war Bibliothekar der Universitätsbibliothek Gießen in der Abteilung mit einer Kartensammlung von über 800 Altkarten und einigen Globen sowie mit Beständen der Hessischen Bibliographie.

## Schriften
- mit Martin Zoschke: Neuere Ergebnisse der Ackerbohnenforschung in Polen (= Osteuropastudien des Landes Hessen. Reihe 1: Gießener Abhandlungen zur Agrar- und Wirtschaftsforschung des europäischen Ostens. Band 156). Duncker & Humblot, Berlin 1988, ISBN 3-428-06358-9.
- mit Martin Zoschke: Flachsanbau in Polen (= Osteuropastudien des Landes Hessen. Reihe 1: Gießener Abhandlungen zur Agrar- und Wirtschaftsforschung des europäischen Ostens. Band 169). Duncker & Humblot, Berlin 1989, ISBN 3-428-06752-5.
- mit Hildegard Fließ, Martin Zoschke (Hrsg.): Neue Ergebnisse der Lupinenforschung in Polen (= Osteuropastudien des Landes Hessen. Reihe 1: Gießener Abhandlungen zur Agrar- und Wirtschaftsforschung des europäischen Ostens. Band 177). Duncker & Humblot, Berlin 1990, ISBN 3-428-06988-9.
- mit Martin Zoschke: Stand der Triticale-Forschung in Polen. Winter- und Sommertriticale (= Osteuropastudien des Landes Hessen. Reihe 1: Gießener Abhandlungen zur Agrar- und Wirtschaftsforschung des europäischen Ostens. Band 193). Duncker & Humblot, Berlin 1994, ISBN 3-428-07695-8.